# ابررسانا نوع یک
ابررسانا نوع اول، یکی از دو نوع ابررسانایی شناخته شده است. میدان مغناطیسی ضعیف نمی‌تواند درون یک ابررسانا نفوذ کند، پدیده‌ای که به عنوان اثر مایسنر شناخته می‌شود. وقتی میدان مغناطیسی اعمال شده بیش از حد بزرگ شود، ابررسانایی از بین می‌رود. ابررساناها را می توان با توجه به نحوه وقوع این شکست به دو نوع تقسیم کرد. در "ابررساناهای نوع اول"، زمانی که قدرت میدان اعمال شده از مقدار بحرانی Hc بالاتر می رود، ابررسانایی به طور ناگهانی از طریق انتقال فاز مرتبه اول از بین می‌رود. این نوع ابررسانایی معمولاً در فلزات خالص به طور مثال آلومینیوم، سرب و جیوه دیده شده است. تنها آلیاژی که تاکنون ابررسانایی نوع I در آن مشاهده شده، TaSi2 است.